# Szenes kondritok

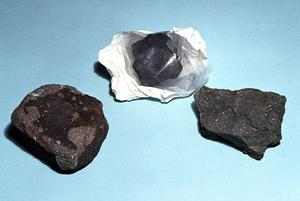
Néhány szenes kondrit fényképe: Allende, Yukon, Murchison.

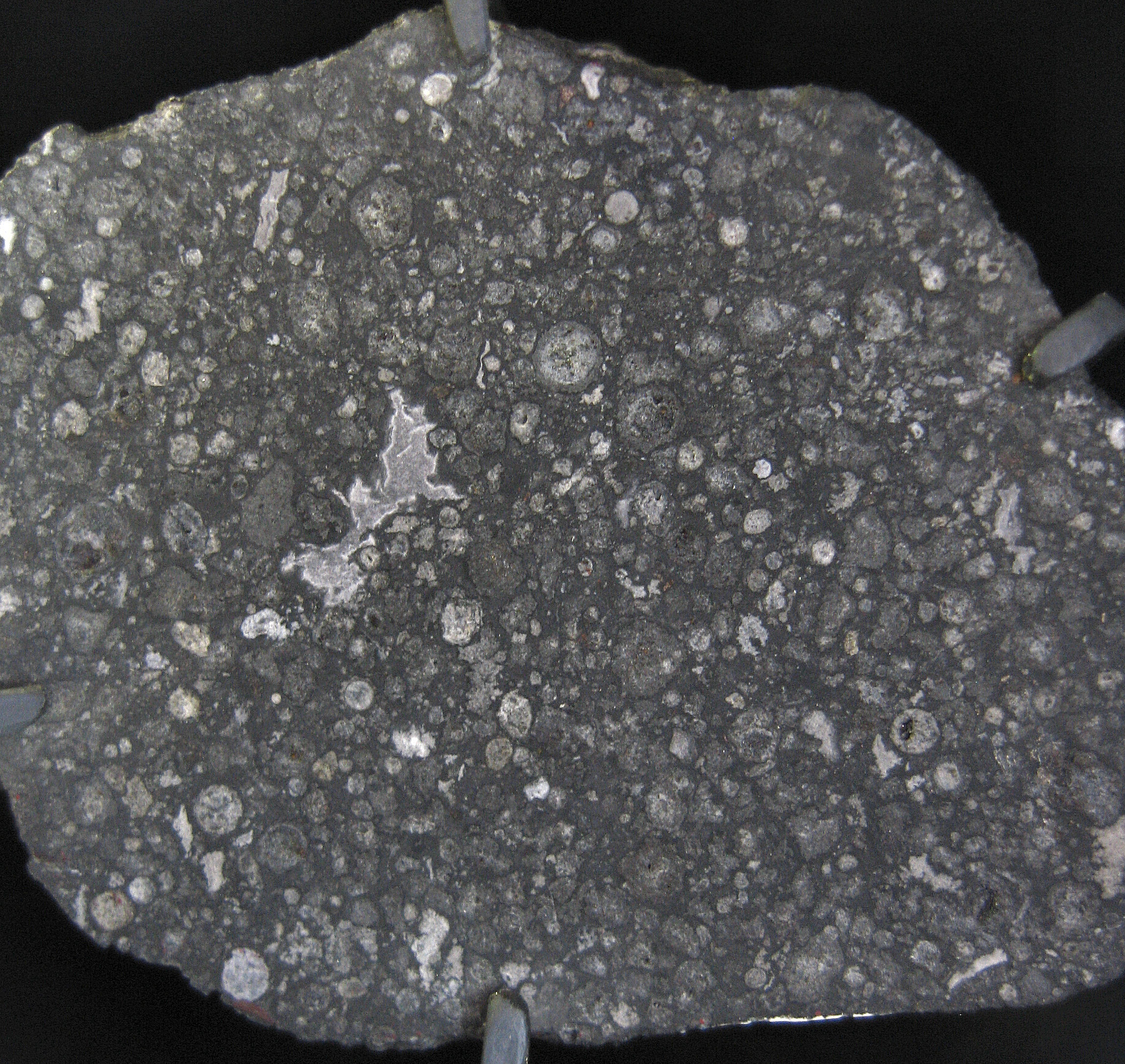
Az Allende szenes kondrit egyik darabjának a lecsiszolt felületi képe. Jól megfigyelhető benne egy CAI – fehér zárvány is.

A szenes kondrit, vagy más elnevezéssel, rövidítve a C típusú kondrit olyan meteorit, amelyik viszonylag nagy mennyiségű vizet és szerves vegyületeket is tartalmaz. Az ismert meteoritoknak csak mintegy ~5%-át alkotja a szenes kondritok csoportja. Összetételükben a szilikátok, az oxidok és a szulfidok a legfontosabb komponensek, az ásványok szintjén pedig az olivin és a szerpentin a jellemző. Az illékony anyagok és a víz jelenléte jelzi, hogy amióta létrejöttek, sohasem melegedtek föl a szenes kondritok 200 °C hőmérséklet fölé.  Ezért összetételüket jellemzőnek tartják tartják a Naprendszer korai időszakában formálódó szoláris köd átlagos összetételére.

## A szenes kondritok osztályozása
A szenes kondritokat a főbb jellemzők alapján osztották csoportokra és ezzel a szülő égitestek feltételezett osztályait is megalkották. A csoportokat a legjellemzőbb meteoritről nevezték el. Néhány legismertebb szenes kondrit csoport a következő: Orgueil meteorit, Ivuna meteorit, Murray meteorit, Murchison meteorit, Allende meteorit.

### CI csoport
Ezt a csoportot az Ivuna meteoritról nevezték el. Egykor ezt a szenes kondritot tekintették a  legkevésbé átalakultnak a szenes kondritok között. Viszonylag nagy mennyiségű kötött vizet tartalmaz ásványaiban (20%). Szervesanyag tartalma is jelentős, amely aminosavak és policiklikus aromás szénhidrogének (PAH) formájában fordul elő benne. Vizes átalakulás eredményeként létrejött filloszilikátok, magnetit, olivin kristályok alkotják a sötét színű mátrixot. Feltételezik, hogy sohasem melegedtek föl 50 °C-nál magasabb hőmérsékletre. Valószínűleg a Naprendszer leghűvösebb tartományaiban keletkeztek, valahol a külső Naprendszerben. A ma legismertebb öt CI szenes kondrit a következő: Ivuna, Orgueil, Alais, Tonk és Revelstoke.

### CM csoport
A CM típusú szenes kondritok típusmeteoritja a Mighei meteorit, amely a mai Ukrajna területén hullott. Nagyon kis méretű kondrumokat tartalmaz és a CAI-k mérfete is ilyen kicsiny: 0,1 – 0,3 milliméter nagyságúak. Víztartalma körülbelül a fele a CI kondritokénak. Nagy mennyiségben tartalmaz igen sokféle extraterresztriális aminosavat és más vegyületeket, mint például fullerént, heterociklikus és karbonil vegyületeket, alkoholt, aminokat és amidokat. Különösen a Murchison meteorit tartalmaz sokféle aminosavat. Feltételezik – színképük alapján – hogy a Ceres törpebolygó a szülő égitestjük. 
Az Ivuna és az Orgueil CI szenes kondritokban sokkal kevesebb (kisebb koncentrációban jelen lévő) szerves anyag van, mint a CM kondritokban (~30%). Ebből is következik, hogy más helyen, más égitestből származnak a két típus meteoritjei.
A szerves anyagok és a szén egy része oldhatatlan komplex vegyületek formájában van jelen a CI és a CM szenes kondritokban.

### CV csoport
A CV csoport típusmeteoritja a Vigarano, amely Olaszországban hullott 1910-ben. Sokban hasonlítanak a rendes kondritokhoz (H, L, LL típusok). Nagy kondrumok fordulnak elő bennük, magnéziumban gazdag olivin kristályokkal, melyeket gyakran vesz körbe vasszulfid. A mátrix is főleg vasban gazdag olivinből áll. Fontos összetevői a szenes kondritok eme típusának a CAI-k. A CAI-k (Calcium Aluminium Inclusions) a legkorábbi Naprendszerbeli ásványkiválások, koruk 4,567 Ga (Allende mérés).
Ebbe a szenes kondrit csoportba tartozik a nevezetes kabai meteorit is. Mivel a Kaba széntartalma nagy (ca. 2.0 súly %), ezért a különféle szén-módosulatok vizsgálata ígéretes a kabai meteoritban. Ilyenek a gyengén grafitizálódott szén és a fullerének. Ezek közül a nano-gyémántok vizsgálatát CL módszerrel végzik. A kabai szenes kondrit CAI-ja azért is érdekesek, mert Dr. Sztrókay Kálmán a kabai meteoritban az első volt, aki annak ásványos összetételét kimérte és spinellnek találta. Azóta számos ásványkomponens réteges egymásra épülését mutatták ki a CAI-kon.
Ugyancsak nevezetes az Allende meteorit is ebből a csoportból. 1969-ben hullott Mexikóban. A lehullott tömeget több tonnányira becsülik. Eddig mintegy 2 tonnányit sikerült összegyűjteni belőle. Máig találnak meg darabokat az Allende szenes kondritból.

### CO csoport
A CO csoport típusmeteoritja az Ornans meteorit, amely Franciaországban hullott 1868-ban. Sok mindenben hasonló ez a típus a CV kondritokhoz. A CAI-k azonban kisebbek és jobban szét vannak szórva a mátrixban. Az is jellemző a CO típusra, hogy fémes halmazokban fordul elő bennük a vasnikkel.

### CK csoport
A CO csoport típusmeteoritja a Karoonda meteorit, amely Ausztráliában hullott 1930-ban. Eredetileg a CV típushoz sorolták a Karoondát a velük való hasonlóság miatt. Később alakítottak külön CK meteorit csoportot. Nagy mennyiségben magnetit alkotja a mátrixot vasban gazdag olivin és piroxén társaságában. Oxidált környezetben alakultak ki ezek az ásványok, de a meteoritban nincsen nyoma vizes átalakulásnak. Nagy méretű CAI-k fordulnak elő bennük.

### CR csoport
A CR csoport típusmeteoritja a Renazzo meteorit, amely Olaszországban hullott 1824-ben. Annyiban hasonlítanak a CM típushoz, hogy jelentős mértékű vizes átalakulás érte őket. Abban viszont jelentősen különböznek tőlük, hogy fémes vasnikkelt és szulfidot, valamint nagyméretű kondrumokat tartalmaznak. A kondrumok alkotják a kőzet tömegének felét. Feltételezik, hogy a szülő égitest a Pallas kisbolygó. Közeli rokonságban vannak a CH és a CB csoporttal.

### CH csoport
A CH csoport típusmeteoritja az Allan Hills 85085 meteorit. Nevüket onnan kapták, hogy nagy a vastartalmuk (H = high, nagy). 15 súly százaléknyi vasnikkelt tartalmaznak. A bennük található kondrumok gyakran tördeltek és kisméretűek. Tartalmaznak egy kevés filloszilikátot, melyek gyenge vizes átalakulásukra is utalnak. Feltételezik, hogy egykor a Merkúr pályáján belüli tartományokban keletkeztek, a Nap közelében. Később azonban kisodródtak a külső Naprendszerbe, ahol a vizes átalakulás is érte őket. A Merkúrt valószínűleg hasonló összetételű, vasban gazdag ősi meteoritikus anyag építette föl. Ennek köszönheti nagy átlagsűrűségét és nagyméretű vasmagját is.

### CB csoport
A CB csoport típusmeteoritja a Bencubbin meteorit, amely Ausztráliában hullott 1930-ban. Tömegük felét nikkelvas alkotja, másik felét redukált kémiai összetételű szilikátok. A kondrumok bennük – hasonlóan a CR kondritokhoz – nagyméretűek.

## Kisbolygó-rokonság
A szenes kondritok a C típusú kisbolygókkal mutatnak színképi hasonlóságot.

## Külső hivatkozások
- A szenes kondritok Meteorit katalógusban lévő adatbázisa[halott link]
- Az Allende meteoritról
- A szenes kondritok osztályozásáról
- A szenes kondritokról[halott link]